# Stribet dværghornugle
Stribet dværghornugle (Otus brucei) har en længde på 20-21 centimeter og et vingefang på 54-57 centimeter.
Den har sit udbredelsesområde fra Usbekistan til Pakistan, Sydiran, det centrale Irak og det sydøstlige hjørne af den Arabiske Halvø.
| Fugl | Spire Denne artikel om fugle er en spire som bør udbygges. Du er velkommen til at hjælpe Wikipedia ved at udvide den. |